# Lustjärnen (Hällesjö socken, Jämtland)
Lustjärnen är en sjö i Bräcke kommun i Jämtland och ingår i Ljungans huvudavrinningsområde.